# سورينافان (أرارات)
مدينة سورينافان (بالأرمينية:Սուրենավան) (بالإنجليزية: Surenavan)‏ هي إحدى المدن التابعة لمقاطعة أرارات في أرمينيا. يقدر عدد سكانها بـ 2570 نسمة حسب الإحصاء الذي جرى عام 2011.

## التركيب السكاني
- يقطنها مجاميع من شعوب الرومن (الأرمن) الدومريون وويقدر عدد سكانها بـ 2570 نسمة حسب الإحصاء الذي جرى عام 2011.
- يُطلق على سكان سفروايم اسم السفروايميون .
- السفروايميون هم أهل سفروايم (2 ملوك 17: 31) .

## أصل التسمية
سفروايم كلمة عبريه تعني المتقدون بالنار (العبرية: שְׂרָפִים - اليونانية: Σεραφείμ - القبطية: Ceravim) .
وترمز للشياطين .

## تاريخ المدينة
- ذكرت المدينة عدة مرات في التوراة باسم سفروايم (لاتينيه : Sepharvaim )
- تم نقل السبي البابلي الأول من الإسرائيليين إليها عام 720 ق.م .
- وهي البلد الذي أتى منها ملك آشور (آسرحدون) بمهاجرين ليسكنوا في السامرة بدل سكانها الذين نقلهم إلى بلاد أخرى (2 ملوك 7: 24 و18: 34 وأشعياء 36: 19).

## المعتقدات الدينية القديمة
- كانوا يحرقون أولادهم كتقدمات للآلهة الوثنية التي يعبدونها .
- يقول سفر ملوك الثاني الإصحاح 31/17 :
- وَالسَّفَرْوَايِمِيُّونَ كَانُوا يُحْرِقُونَ بَنِيهِمْ بِالنَّارِ لأَدْرَمَّلَكَ وَعَنَمَّلَكَ إِلهَيْ سَفَرْوَايِمَ.
- the Sepharvites burnt their children in fire to Adrammelech and Anammelech, the gods of Sepharvaim.

## آلهة سفروايم القديمة
1. أدرملك (Adrammelech) إله الشمس رمزه البغل .
2. عنملك (بالعربيه : عناة باللاتينيه : Anammelech) إله القمر ورمزه الحصان .
3. مولك (العبريه : مَلْكُومَ الإنجليزية: Moloch) كان من نحاس جالسًا على عرش من نحاس وكان له رأس عجل عليه اكليل .
4. سكوت نبوث إله العاهرات ومظال البنات (خيام البنات المكرسات للزنا) في الهياكل الوثنية ورمز دجاجة مع أفراخها
5. شيفيني إله السماء Shivini آلهه مدينة تشبه Tushpa .
6. تيشوب «تييشبا» إله الطقس Theispas آلهه مدينة كيمونو Kumenu

## الروابط الخارجية
- Report of the results of the 2001 Armenian Census
- World Gazeteer: Armenia – World-Gazetteer.com